# Британска армия
Британската армия са сухопътните сили на въоръжените сили на Обединено кралство Великобритания и Северна Ирландия. За разлика от Кралските военноморски сили, Кралските военновъздушни сили и Кралските морски пехотинци, тя не носи „Кралска“ в официалното си название. Причината за това е, че по исторически традиции Кралските военноморски сили, Кралските военновъздушни сили и Кралските МП са разглеждани като един род сили в рамките на съответния вид въоръжени сили, а армията е разглеждана като съвкупност от различни родове войски – Кралска артилерия, Кралски инженери, Кралска военна полиция и т.н.

## 2020 година

#### Сили за реакция
16-а въздушно-щурмова бригада е съединението за бързо реагиране на Британската армия. Тя включва два батальона на Парашутния полк и два полка ударни вертолети на Армейския въздушен корпус като основни маневрени сили. 
3-та дивизия на Обединеното кралство (3rd (United Kingdom) Division), включваща три механизирани бригади, наричани „бронирани пехотни бригади“ (1-ва, 12-а и 20-а) е основният компонент на силите за реакция. Тройната структура на дивизията предвижда една бригада на мисия или в повишена готовност, една бригада в интензивна подготовка, готова да подсили бригадата в готовност и една бригада в процес на поддръжка на техниката и въоръжението и подготовка на войските, като трите бригади ще са в ротация. Освен това в рамките на бригадата в повишена готовност ще има батальонна бойна група за незабавна реакция. Всяка бронирана пехотна бригада включва: 
- 1 брониран полк (танков батальон с 56 ОБТ Чалънджър-2):
  - 3 кавалерийски ескадрона (танкови роти) с 18 ОБТ Чалънджър-2;
  - 1 команден и разузнавателен ескадрон с 2 ОБТ Чалънджър-2
- 1 брониран кавалерийски полк (броне-разузнавателен батальон):
  - 3 кавалерийски ескадрона (броне-разузнавателни роти) с 16 БРМ Аякс всяка;
  - 1 команден и разузнавателен ескадрон с 2 БРМ Аякс
- 2 механизирани пехотни батальона (бронирани пехотни батальони по британската класификация), всеки с:
  - 3 стрелкови роти с по 14 БМП Уориър;
  - 1 рота за поддръжка
- 1 моторизиран пехотен батальон (тежък пехотен батальон със защитена мобилност по британската класификация), включващ:
  - 3 стрелкови роти с по 14 бронирани машини тип MRAV
  - 1 рота за поддръжка
- 101-ва Бригада за логистична поддръжка
- Полк „Кралски есекски доброволни кавалеристи“ (Royal Wessex Yeomanry) подготвя резервни попълнения за екипажите на ОБТ Чалънджър-2.

16-а Въздушно-щурмова бригада и механизираната бригада в повишена готовност имат готовност за участие в мисии с предизвестие от 3 месеца.

#### Адаптивни сили
1-ва дивизия на Обединеното кралство (1st (United Kingdom) Division) със своите седем пехотни бригади (4-та, 7 ма, 11-а, 38-а, 42-ра, 51-ва and 160-а) отговаря за териториалната отбрана на Обединеното кралство и за поддръжката на властите и населението при бедствия, аварии и кризи от друг характер. Освен това подразделенията ѝ осигуряват гарнизоните на Кипър, Бруней, Фолкландските острови и участват в стабилизационни операции на ООН, НАТО, ЕС и ОССЕ. Бригадите включват както редовни войскови подразделения, така и подразделения на Армейския резерв (бившата Териториална армия). Общо бригадите включват:
- Три редовни полка (батальони) лека кавалерия, групирани с три резервни полка (батальони) доброволни кавалеристи (yeomanry), всеки от тях с:
  - 3 кавалерийски ескадрона с по 16 бронирани машини тип MRAV Jackal;
- 6 моторизирани пехотни батальона (леки пехотни батальони със защитена мобилност по британската класификация), въоръжени с бронирани машини тип MRAV Foxhound с:
  - 3 стрелкови роти;
  - 1 рота за поддръжка.
- Няколко лекопехотни батальона с:
  - 3 стрелкови роти; 
  - 1 рота за поддръжка.
- 102-ра бригада за логистична поддръжка.

#### Командване на силите за поддръжка
- 1-ва артилерийска бригада и Щаб на Югозападния регион (1st Artillery Brigade and Headquarters South West)
- 1-ва бригада за разузнаване и наблюдение (1st Intelligence, Surveillance and Reconnaissance Brigade)
- 1-ва бригада военна полиция (1st Military Police Brigade)
- 1-ва свързочна бригада (1st Signal Brigade)
- 11-а свързочна бригада и Щаб на Регион Западна централна Англия (11th Signal Brigade and Headquarters West Midlands)
- 2-ра медицинска бригада (2nd Medical Brigade)
- 8-а инженерна бригада (8th Engineer Brigade)
- 77-а бригада за психологически операции (77th Brigade)
- 104-та бригада за логистична поддръжка (104th Logistical Support Brigade)

### Обединено вертолетно командване/ Армейски въздушен корпус
Тактическите вертолети за поддръжка на сухопътните ешелони от състава на Британската армия, Кралските ВВС и Флотската авиация на Кралските ВМС се командват от Обединено вертолетно командване, което представлява еквивалент на дивизия и се командва от Началника на Армейския въздушен корпус. 
Армейският компонент на командването включва:
3-ти и 4-ти полк на Армейския въздушен корпус – батальони ударни вертолети Уестланд Апачи с общо четири бойни ескадрона (роти) и един учебно-боен ескадрон. Двата полка са в състава на 16-а въздушно-щурмова бригада.
1-ви полк на Армейския въздушен корпус – батальон тактически вертолети Агуста-Уестланд Уайлдкет с общо четири бойни ескадрона (роти) и един учебно-боен ескадрон.
5-и полк на Армейския въздушен корпус – батальон за тактическо разузнаване. Неясна бъдеща структура.

### Армейски резерв
Армейският резерв е реформираната бивша Териториална армия (Territorial Army), увеличена по численост от 19 000 до 30 000 военнослужещи. Въоръжението и оборудването ѝ ще бъде доведено до стандарта на редовните подразделения по примера на американската армия, Армейски резерв и Национална гвардия, което до позволи интегрирането на резервни войскови подразделения в състава на редовни за изпълнението на мисии зад граница.

### Корпус кралски електрически и механични инженери
Корпусът (Royal Electrical and Mechanical Engineers (REME)) включва техническия персонал, отговарящ за техническата поддръжка и ремонта на въоръжение и оборудване, както и голяма част от наземния авиотехнически персонал, обслужващ вертолетите, самолетите и БЛА на армейската авиация. Формированията на редовните сили, поддържащи общовойсковите съединения на Британската армия са сведени до седем батальона. Не бива да се бърка с Корпуса на Кралските инженери (Royal Engineers (RE)), който обединява сапьорните и мостовите подразделения, осигуряващи бойна поддръжка на бойните подразделения на Британската армия и Кралските морски пехотинци.

### Кралска военна полиция
Кралската военна полиция (Royal Military Police (RMP)) е корпусът, съблюдаващ за дисциплината на личния състав на Британската армия. Кралските ВМС, Кралските морски пехотинци и Кралските ВВС разполагат със свои собствени отделни военнополицейски подразделения, а обектите на Министерството на отбраната са охранявани от отделни цивилни полицейски служители (Ministry of Defence Police (MDP)), пряко подчинени на министъра.
КВП отговаря за спазването на военните устави и гражданските закони от страна на личния състав на Британската армия. За контраразузнавателната работа сред военнослужещите отговаря Разузнавателния корпус.
Подразделенията на Кралската военна полиция на територията на Обединеното кралство са обединени в 1-ва Бригада военна полиция, включваща 1-ви, 3-ти и 4-ти Полк военна полиция и Полк за специални разследвания (който се занимава с тежки криминални престъпления, извършени от военнослужещи). Малки подразделения на КВП са базирани зад граница, заедно с постоянните задгранични контингенти – Канада, Белиз, Кипър, Гибралтар, Бруней и други.

### ПВО на Кралската артилерия
Противовъздушните подразделения на Кралската артилерия (Royal Artillery Air Defence) не формират отделен корпус. Те формално влизат в състава на Кралската артилерия (Royal Artillery (RA)), но оперативно са подчинени на Кралските военновъздушни сили. След разформироването на ескадроните на Полка на Кралските ВВС, въоръжени със ЗРК, 12-и и 16-и Полк на Кралската артилерия остават единствените наземно базирани противовъздушни зенитно-ракетни подразделения на Обединеното кралство. Оперативно са подчинени на (Joint Ground-Based Air Defence Command (JGBAD), което се явява съвместно командване между Британската армия и Кралските ВВС.

## Оперативна структура
Редовните войскови подразделения на Британската армия по план трябва да формират следната структура. Забележка: Това е планът преди правителството да вземе решение за формирането на две ударни бригади. По същество това са механизирани бригади без танкови и артилерийски подразделения. Една трябва да влезе в състава на 3-та дивизия за сметка на бронирана пехотна бригада, друга – в състава на 1-ва дивизия за сметка на лекопехотна бригада.
| 3-та дивизия (3rd (United Kingdom) Division)                    | 3-та дивизия (3rd (United Kingdom) Division)        | 3-та дивизия (3rd (United Kingdom) Division)               | 3-та дивизия (3rd (United Kingdom) Division)                                                          | 3-та дивизия (3rd (United Kingdom) Division)                |
| Съединение                                                      | Танкови подразделения                               | Бронеразузнавателни подразделения (бронирана кавалерия)    | Бронирана пехота (механизирана пехота на БМП)                                                         | Тежка защитена мобилна пехота (моторизирана пехота на MRAP) |
| --------------------------------------------------------------- | --------------------------------------------------- | ---------------------------------------------------------- | --- | ----------------------------------------------------------- |
| 1-ва Бронирана пехотна бригада (1st Armoured Infantry Brigade)  | Кралски танков полк (Royal Tank Regiment)           | Полк на придворната кавалерия (Household Cavalry Regiment) | - 1-ви Батальон, Кралски полк стрелци (1 RRF) - 1-ви Батальон, Мерсийски полк (1 MERCIAN)             | 4-ти Батальон, Полк на стрелците (4 RIFLES)                 |
| 12-а Бронирана пехотна бригада (12th Armoured Infantry Brigade) | Кралски хусари на краля (King's Royal Hussars)      | Кралски улани (Royal Lancers)                              | - 1-ви Батальон, Йоркшърски полк (1 YORKS) - 1-ви Батальон, Кралски уелски полк (1 R WELSH)           | 1-ви Батальон, Шотландски гвардейци (1 SG)                  |
| 20-а Бронирана пехотна бригада (20th Armoured Infantry Brigade) | Кралски хусари на кралицата (Queen's Royal Hussars) | Кралски драгунски гвардейци (Royal Dragoon Guards)         | - 1-ви Батальон, Кралски полк на Принца на Уелс (1 PWRR) - 5-и Батальон, Полк на стрелците (5 RIFLES) | 4-ти Батальон, Кралски полк на Шотландия (4 SCOTS)          |

| 1-ва Дивизия (1st (United Kingdom) Division) | 1-ва Дивизия (1st (United Kingdom) Division)                        | 1-ва Дивизия (1st (United Kingdom) Division)                                                       | 1-ва Дивизия (1st (United Kingdom) Division)                                                             |
| Съединение | Леки кавалерийски подразделения                                     | Лека защитена мобилна пехота (моторизирана пехота на MRAP)                                         | Лекопехотни подразделения                                                                                |
| --- | ------------------------------------------------------------------- | -------------------------------------------------------------------------------------------------- | --- |
| 4-та Пехотна бригада и Щаб за североизточна Англия (4th Infantry Brigade and HQ North East) | Леки драгуни (Light Dragoons)                                       | 2-ри Батальон, Йоркшърски полк (2 YORKS)                                                           | |
| 7 ма Пехотна бригада и Щаб за източна Англия (7th Infantry Brigade and HQ East) | Драгунски гвардейци на кралицата (Queen's Dragoon Guards)           | 2-ри Батальон, Кралски английски полк 2 R ANGLIAN)                                                 | - 1-ви Батальон, Кралски ирландски полк (1 R IRISH) - 1-ви Батальон, Кралски английски полк 1 R ANGLIAN) |
| 11-а Пехотна бригада и Щаб за югоизточна Англия (11th Infantry Brigade and HQ South East) |                                                                     | - 1-ви Батальон, Уелски гвардейци (1 WG) - 1-ви Батальон, Гвардейци гренадири (1 GREN GDS)         | 1-ви Батальон, Кралски стрелци гурки (1 RGR)                                                             |
| 38-а Ирландска пехотна бригада (38th Irish Infantry Brigade) |                                                                     | | - 1-ви Батальон, Кралски полк на Шотландия (1 SCOTS) - 2-ри Батальон, Полк на стрелците (2 RIFLES)       |
| 42-ра Пехотна бригада и Щаб за северозападна Англия (42nd Infantry Brigade and HQ North West) |                                                                     | | - 2-ри Батальон, Полк на Херцога на Ланкастър (2 LANCS) - 2-ри Батальон, Мерсийски полк (2 MERCIAN)      |
| 51-ва Шотландска пехотна бригада (51st Scottish Infantry Brigade) | Кралски шотландски драгунски гвардейци (Royal Scots Dragoon Guards) | - 3-ти Батальон, Кралски полк на Шотландия (3 SCOTS) - 3-ти Батальон, Полк на стрелците (3 RIFLES) | 2-ри Батальон, Кралски полк на Шотландия (2 SCOTS)                                                       |
| 160-а Уелска пехотна бригада (160th Welsh Infantry Brigade) |                                                                     | | 1-ви Батальон, Полк на стрелците (1 RIFLES)                                                              |
| Освен преки отбранителни функции, тези бригади осигуряват действията на въоръжените сили при кризисни ситуации като природни бедствия, аварии или заплаха за националната сигурност. Поради това всяка от тях координира съвместните операции с гражданските власти в поверената зона на отговорност, отразена в името ѝ. Според някои източници 38-а, 51-ва и 160-а бригади не носят географските имена в официалното си наименование и фигурират просто като 38-а, 51-ва и 160-а Пехотна бригада. Освен тях има още едно съединение с териториални задължения – 11-а Свързочна бригада и Щаб за западни Мидландс на Англия (11th Signal Brigade and Headquarters West Midlands). Тя е извън 1-ва Дивизия и причината за териториалните ѝ задължения е, че е обединена с разформированата 143-та Западномидландска пехотна бригада. |                                                                     | | |

| 16-а Въздушно-щурмова бригада (16th Air Assault Brigade)                          | 16-а Въздушно-щурмова бригада (16th Air Assault Brigade)                                    | 16-а Въздушно-щурмова бригада (16th Air Assault Brigade) |
| Пехотни подразделения                                                             | Подразделения на Армейския въздушен корпус                                                  | Подразделения за бойна и оперативна поддръжка |
| --------------------------------------------------------------------------------- | ------------------------------------------------------------------------------------------- | --- |
| - 2-ри Батальон, Парашутен полк (2 PARA) - 3-ти Батальон, Парашутен полк (3 PARA) | - 3-ти Полк, Армейски въздушен корпус (3 ААС) - 4-ти Полк, Армейски въздушен корпус (4 ААС) | - 7-и (парашутен) Полк, Кралска конна артилерия (7 Para RHA) - 23-ти (въздушно-щурмови) Полк, Кралски инженери (23 RE (Air Assault)) - 216-и (въздушно-щурмови) Свързочен ескадрон, Кралски свързочници (216 (Air Assault) Sig Sqn) - 13-и (въздушно-щурмови) Тилови полк, Кралски логистичен корпус (13 Air Assault Spt Regt, RLC) - 16-и Медицински полк за близка поддръжка (16 Close Spt Med Regt) - 7-и (въздушно-щурмови) Батальон, Кралски електрически и механични инженери (7 Air Assault Bn REME) |

| Други командвания                                   | Други командвания                                                                                                | Други командвания |
| Съединения                                          | Лека защитена мобилна пехота (моторизирана пехота на MRAP)                                                       | Лекопехотни подразделения |
| --------------------------------------------------- | --- | --- |
| Британски сили в Кипър (British Forces Cyprus)      | - 1-ви Батальон, Лолк на Херцога на Ланкастър (1 LANCS) - 2-ри Батальон, Кралски полк на Принца на Уелс (2 PWRR) | |
| Британски сили в Бруней (British Forces Brunei)     | | 2-ри Батальон, Кралски стрелци гурки (2 RGR) |
| Обществени задачи (почетна гвардия) (Public Duties) | | - 1-ви Батальон, Колдстриймски гвардейци (1 CLDM GDS) - 1-ви Батальон, Ирландски гвардейци (1 IG) 4 самостоятелни пехотни роти (3 в Лондон, 1 в Единбург): (4× incremental infantry companies): - Рота Ниймеген, 2-ри Батальон, Гвардейци гренадири (Nijmegen Company, 2nd Bn Grenadier Guards) - 7 ма Рота, 2-ри Батальон, Колдстриймски гвардейци (No 7 Company, 2nd Bn Coldstream Guards) - Рота F, 2-ри Батальон, Шотландски гвардейци (F Company, 2nd Bn Scots Guards) - Рота Балаклава на Кралския полк на Шотландия (Balaklava Company of the Royal Regiment of Scotland) в Единбург. |

## Родове войски

### Бойни родове войски

#### Кавалерия
В категорията кавалерия влизат съгласно историческите традиции Придворната кавалерия (Household Cavalry), Кралският брониран корпус (Royal Armoured Corps) и Йоманството (Yeomanry). Това са съответно кавалерийската гвардия на монарха, танковите подразделения, възникнали по време на Първата световна война и традиционната опълченска кавалерия от предишните векове. По време на късното Средновековие и Новото време йоманите са земеделци, освободени от данъци и васални повинности в замяна на служба на краля като кавалеристи. За да могат да си позволят скъпата поддръжка на боен кон, въоръжение и военно оборудване те се издържат от малко имение, което поддържат със семейството си. През XIX век йоманството е използвано предимно в полицейска функция – потушаването на народно недоволство и на бунтове в Ирландия. През ХХ век Йоманство остава като наименование не на особен социален статус, а на резервни кавалерийски подразделения на Териториалната армия. По отношение на своите функции тези родове войски включват почетни конни, танкови, бронеразузнавателни и моторизирани разузнавателни подразделения.

##### Придворна кавалерия
Придворната кавалерия (The Household Cavalry, позната също и като Horse Guards – Конни гвардейци) включва два административни и два оперативни кавалерийски полка (всеки с численост на съкратен батальон). Двата административни полка са Лейбгвардейците (The Life Guards) и Сините и кралските (The Blues and Royals). Техните ескадрони са в ротация между двата оперативни полка, тоест на равни интервали се прехвърлят в състава на единия от двата полка. Оперативните полкове са Придворният кавалерийски конен полк (Household Cavalry Mounted Regiment) и Придворния кавалерийски полк (Household Cavalry Regiment). Първият е натоварен с почетната стража пред двореца в Бъкингам и почетния ескорт на монарха по тържествени поводи. Като конно подразделение той включва конюшни, конен оркестър, ветеринари, занаятчии и т.н. Придворният кавалерийски полк е бронекавалерийско подразделение въоръжено с БРМ (бронирани разузнавателни машини, към момента Scimitar CVRT, предстои замяна с FRES SV Scout, модернизиран вариант на австрийско-испанската БМП ASCOD Uhlan/ Pizarro).

##### Кралски брониран корпус
Кралският брониран корпус (The Royal Armoured Corps) възниква през Първата световна война с нововъведението на танка като бойна машина. След войната конницата започва да губи мястото си на бойното поле, като полковете ѝ са трансформирани в танкови и моторизирани подразделения. Днес Кралският брониран корпус включва следните полкове (всеки кавалерийски полк е с батальонна структура, съставен от ескадрони (ротен еквивалент)):
- три танкови полка (armoured regiments) (батальони с по 56 основни бойни танка Challenger 2. Освен това в състава на Кралския брониран корпус и по-специално в състава на Кралския танков полк има моторизирани подразделения за ЯХБЗ – два ескадрона)
  - Кралски танков полк (Royal Tank Regiment) (танковият батальон на 1-ва Бронирана пехотна бригада – 1st Armoured Infantry Brigade)
  - Кралски хусари на краля (King's Royal Hussars) (танковият батальон на 12-а Бронирана пехотна бригада – 12th Armoured Infantry Brigade)
  - Кралски хусари на кралицата (Лични на Кралицата и Кралски ирландски) (Queen's Royal Hussars (The Queen's Own and Royal Irish)) (танковият батальон на 20-а Бронирана пехотна бригада – 20th Armoured Infantry Brigade)
- три бронекавалерийски полка (armoured cavalry regiments) (третият бронекавалерийски полк е Придворният кавалерийски полк, който формално е част от Придворната кавалерия, въоръжени са със Scimitar CVRT, предстои замяна с FRES SV Scout)
  - Придворен кавалерийски полк (Household Cavalry Regiment) (бронеразузнавателният батальон на 1-ва Бронирана пехотна бригада – 1st Armoured Infantry Brigade)
  - Кралски лансири (The Royal Lancers) (бронеразузнавателният батальон на 12-а Бронирана пехотна бригада – 12th Armoured Infantry Brigade)
  - Кралски драгунски гвардейци (Royal Dragoon Guards) (бронеразузнавателният батальон на 20-а Бронирана пехотна бригада – 20th Armoured Infantry Brigade)
- три леки кавалерийски полка (light cavalry regiments) (леки моторизирани разузнавателни подразделения с машини Jackal)
  - Леки драгуни (Light Dragoons) (разузнавателният батальон на 4-та Пехотна бригада – 4th Infantry Brigade)
  - Драгунски гвардейци на Кралицата (Queen's Dragoon Guards) (разузнавателният батальон на 7 ма Пехотна бригада – 7th Infantry Brigade)
  - Кралски шотландски драгунски гвардейци (Карабинери и сиви) (Royal Scots Dragoon Guards (Carabiniers and Greys)) (разузнавателният батальон на 51-ва Пехотна бригада – 51st Infantry Brigade)

##### Йоманство
- Кралско уесекско йоманство (The Royal Wessex Yeomanry) – MBT crew replacement for any of the Armoured Regiments (Challenger 2 Tank) (резервен танков батальон, сам по себе си няма танкове, а подготвя танкисти за трите редовни танкови батальона)
- Кралско йоманство (The Royal Yeomanry) (лек кавалерийски полк, прикрепен към Драгунските гвардейци на Кралицата)
- Шотландско и североирландско йоманство (The Scottish and North Irish Yeomanry) (лек кавалерийски полк, прикрепен към Кралските шотландски драгунски гвардейци)
- Лично йоманство на Кралицата (The Queen's Own Yeomanry) (лек кавалерийски полк, прикрепен към Леките драгуни)

Резервните леки кавалерийски полкове изпълняват същата роля както редовните, но от съображения за икономии за разлика от тях са въоръжени с модернизирани джипове Land Rover RWMIK, а не с Jackal)

#### Пехота
Пехотата е най-многобройният род войски на Британската армия, както по отношение на абсолютната численост на личния състав, така и на броя на подразделенията. Също както британската кавалерия и пехотата включва почетни гвардейски подразделения, редовни пехотни подразделения и резервна пехота. Подобно на кавалерията и в пехотата гвардейските и редовите пехотни подразделения изпълняват сходни функции на бойното поле, но по исторически традиции са считани за два отделни корпуса.

##### Пеши гвардейци
До последната вълна на реорганизация на Британската армия редовата пехота е съставена от полкове, включващи по един-единствен батальон. След нея те са обединени в полкове с два или повече батальона, но това не засяга пешата гвардия (Foot Guards), която остава в еднобатальонни полкове.
- Гренадирски гвардейци (Grenadier Guards)
- Колдстриймски гвардейци (Coldstream Guards)
- Шотландски гвардейци (Scots Guards)
- Ирландски гвардейци (Irish Guards)
- Уелски гвардейци (Welsh Guards)
- (Лондонски полк (London Regiment), не е гвардейски полк, но тъй като гвардейските почетни батальони са подчинени на офицера командващ Лондонския гарнизон, този резервен пехотен батальон е прикрепен към тях)

##### Линейна пехота и стрелци
Линейната пехота и стрелци (Line Infantry and Rifles) са редовата пехота на Британската армия. Разграничението идва от времената, когато нарезното леко стрелково въоръжение навлиза в армията през втората половина на XVIII век. Тогава линейна е наричана пехотата, която както сочи и наименованието воюва, строявайки се в линии и стреляща залпово. Въоръжена е с гладкоцевни мускети, които имат по-голяма поразяваща сила, но са по-неточни и по тази причина насищайки фронтовата линия с концентриран огън се повишава ефективността им. Очевидно тези тесни пехотни формации са използвани на големи открити пространства. В пресечен и тежък терен – блата, гори, планини, са използвани стрелци. Названието им на английски (rifles) е дума с двойно значение. В множество число (rifles) значението може да бъде както пушки, така и „стрелци“ като категория пехота. Произлиза от rifle – нарезна пушка карабина (за разлика от гладкоцевния мускет). Докато нарезните пушки са по-скъпи за производство и с по-малка поразяваща сила, те са по-точни, поради въртящият стабилизиращ момент, придаван от нарезите на цевта на проектила. По тези причини стрелците са значително по-малобройни от линейната пехота и са използвани най-вече като охрана по фланговете при придвижване на основната част от армията, прикриваща я от внезапни атаки, разузнаване в труден терен, а в сражение стрелците влизат в престрелка с противника с цел да разстроят редиците му и да подринат морала му, след което се изтеглят зад линейната пехота. За разлика от линейната пехота, която стреля залпово, стрелците водят индивидуален прицелен огън. С течение на времето и масовото навлизане на нарезно стрелково въоръжение това разграничение започва да се размива и към края на ХХ век е преди всичко церемониално. Докато полковете на стрелците в Британската армия са лека пехота има наследници на линейната пехота, които в ново време са също лекопехотни. С последната вълна на сливане на отделни полкове, наименованията на някои стават особено сложни, включващи наиенованията на предходните им полкове, които са обединени в новите формации:
- Кралски полк на Шотландия (Royal Regiment of Scotland) (4 редовни и 2 резервни батальона)
- Кралски полк на Принцесата на Уелс (На Кралицата и Кралски Хампшърски) (Princess of Wales's Royal Regiment (Queen's and Royal Hampshires) (2 редовни и 1 резервен батальона)
- Полк на Херцога на Ланкастър (На Краля, Ланкашърски и Пограничен) (Duke of Lancaster's Regiment (King's, Lancashire and Border) (2 редовни и 1 резервен батальона)
- Кралски полк фузилири (Royal Regiment of Fusiliers) (1 редовен и 1 резервен батальона)
- Кралски английски полк (Royal Anglian Regiment) (2 редовни и 1 резервен батальона)
- Йоркшърски полк (14-и/ 15-и, 19-и и 33-ти/ 76-и Пеши полк)(Yorkshire Regiment (14th/15th, 19th and 33rd/76th Foot)) (2 редовни и 1 резервен батальона)
- Кралски уелски полк (Royal Welsh) (1 редовен и 1 резервен батальона)
- Мерсиански полк (Mercian Regiment) (2 редовни и 1 резервен батальона)
- Кралски ирландски полк (27-и Инискилинг, 83-ти, 87-и и Ълстърски отбранителен полк) (Royal Irish Regiment) (27th (Inniskilling), 83rd, 87th and Ulster Defence Regiment) (1 редовен и 1 резервен батальона)
- Парашутен полк (Parachute Regiment) (2 редовни и 1 резервен батальона)
- Кралски стрелци гурка (Royal Gurkha Rifles) (2 редовни батальона)
- Полк стрелци (The Rifles) (5 редовни и 2 резервни батальона)

##### Видове пехота
Бронирана пехота (Armoured Infantry) – в Британската армия бронираната пехота е въоръжена с бойни машини на пехотата (към 2016 г. БМП Warrior). Съгласно плана за изграждане на армията Army 2020 (Refined) се предвиждат шест батальона бронирана пехота:
- 1-ви Батальон, Кралски полк фузулири (част от 1-ва Бронирана пехотна бригада)
- 1-ви Батальон, Мерсиански полк (Чешър, Уорстър, Форестърс и Стафърдс) (част от 1-ва Бронирана пехотна бригада)
- 1-ви Батальон, Кралски уелски полк (част от 12-а Бронирана пехотна бригада)
- 1-ви Батальон, Йоркшърски полк (14-и/ 15-и, 19-и и 33-ти/ 76-и Пеши полк) (част от 12-а Бронирана пехотна бригада)
- 1-ви Батальон, Кралски полк на Принцесата на Уелс (На Кралицата и Кралски Хампшърски) (част от 20-а Бронирана пехотна бригада)
- 5-и Батальон, Полк на стрелците (част от 20-а Бронирана пехотна бригада)

(В Британската армия пехотните батальони сменят специализацията си през 3 – 4 години и 1-ви Батальон на Шотландските гвардейци ще замени единия от двата бронирани пехотни батальона на 1-ва Бронирана пехотна бригада)
Тежка пехота със защитена мобилност (Heavy Protected Mobility Infantry) – сравнително нова категория пехота, разновидност на моторизираната пехота, възниква в течение на операциите в Ирак и Афганистан поради заплахата от импровизирани взривни устройства (IED). Въоръжена е със специализирани защитени машини Mastiff (MRAP – Mine-resistant, Ambush-protected – устойчиви на мини, защитени от засади). Съгласно плана за изграждане на армията Army 2020 (Refined) се предвиждат три батальона тежка пехота със защитена мобилност:
- 4-ти Батальон, Полк на стрелците (част от 1-ва Бронирана пехотна бригада)
- 1-ви Батальон, Шотландски гвардейци (част от 12-а Бронирана пехотна бригада)
- 4-ти Батальон, Кралски шотландски полк (част от 20-а Бронирана пехотна бригада)

Лека пехота със защитена мобилност (Light Protected Mobility Infantry) – подобна на тежката пехота, но докато тежката е предвидена да действа в състава на бронираните пехотни бригади с тежки машини тип MRAP, то леката пехота е предвидена за действие в състава на регионалните бригади. За това тя ще получи леките специализирани защитени машини Foxhound. Предвижда се да включва шест батальона:
- 2-ри Батальон, Йоркшърски полк (14-и/ 15-и, 19-и и 33-ти/ 76-и Пеши полк) (част от 4-та Пехотна бригада)
- 2-ри Батальон, Кралски английски полк (част от 7 ма Пехотна бригада)
- 1-ви Батальон, Кралски ирландски полк (27-и Инискилинг, 83-ти, 87-и и Ълстърски отбранителен полк) (част от 7 ма Пехотна бригада)
- 1-ви Батальон, Уелски гвардейци (част от 11-а Пехотна бригада)
- 3-ти Батальон, Кралски шотландски полк (част от 51-ва Пехотна бригада)
- 3-ти Батальон, Полк на стрелците (част от 51-ва Пехотна бригада)

Лека пехота (Light Role Infantry) – моторизирана пехота, която освен бойни задачи е натварена и с действия по оказване на помощ на населението при бедствия и аварии и осигуряване на реда при заплаха за националната сигурност. Предвижда се да включва осем батальона:
- 1-ви Батальон, Кралски английски полк (част от 7 ма Пехотна бригада)
- 1-ви Батальон, Гренадирски гвардейци (част от 11-а Пехотна бригада)
- 1-ви Батальон, Кралски шотландски полк (част от 38-а (Ирландска) Пехотна бригада)
- 2-ри Батальон, Полк на стрелците (част от 38-а (Ирландска) Пехотна бригада)
- 2-ри Батальон, Мерсиански полк (Чешърски, Уорстърски, Форестърс и Стафърдс) (част от 42-ра Пехотна бригада)
- 2-ри Батальон, Полк на Херцога на Ланкастър (На Краля, Ланкашърски и Пограничен) (част от 42-ра Пехотна бригада)
- 2-ри Батальон, Кралски шотландски полк (част от 51-ва Пехотна бригада)
- 1-ви Батальон, Полк на стрелците (част от 160-а (Уелска) Пехотна бригада)

Въздушно-щурмова пехота (Air Assault Infantry) – в Британската армия в тази категория влизат какво въздушно-десантната пехота, осъществяваща парашутни десанти, така и въздушно-щурмовата пехота, десантираща по вертолетния способ.
- 2-ри Батальон, Парашутен полк (част от 16-а Въздушно-щурмова бригада)
- 3-ти Батальон, Парашутен полк (част от 16-а Въздушно-щурмова бригада)
- 2-ри Батальон, Кралски стрелци гурка (част от 16-а Въздушно-щурмова бригада)

Обществена служба (Public Duties) – в Британската армия тази категория включва почетната гвардия.
- 1-ви Батальон, Колдстриймски гвардейци (част от Лондонския окръг)
- 1-ви Батальон, Ирландски гвардейци (част от Лондонския окръг)
- Рота Ниймеген, Гренадирски гвардейци (част от Лондонския окръг)
- 7 ма Рота, Колдстриймски гвардейци (част от Лондонския окръг)
- Ф Рота, Шотландски гвардейци (част от Лондонския окръг)
- Рота Балаклава, Аргайлски и Съдърландски планинци, 5-и Батальон, Кралски шотландски полк (почетна стража на Единбургския замък, прикрепена към 51-ва Пехотна бригада)

Поддръжка на специалните сили (Special Forces Support) – Групата за поддръжка на специалните сили (Special Forces Support Group) е формирана около 1-ви Батальон на Парашутния полк, като към него са прикрепени бойци от Полка на Кралските ВВС, Кралски морски пехотинци, сапьори, свързочници и други сили за поддръжка.
- 1-ви Батальон, Парашутен полк

Брунейска лека пехота (Brunei Light Role Infantry) – между Обединеното кралство и Султанат Бруней съществува споразумение, по силата на което Британската армия поддържа на брунейска територия един пехотен батальон и поддържащи подразделения.
- 1-ви Батальон, Кралски стрелци гурка (в ротация с 2-ри Батальон на Кралските стрелци гурка)

Кипърска лека пехота (Cyprus Light Role Infantry) – в Кипър Обединеното кралство поддържа два пехотни батальона за гарнизон на базите, които след независимостта на Кипърската република остават под британски суверенитет.
- 1-ви Батальон, Полк на Херцога на Ланкастър (На Краля, Ланкашърски и Пограничен) (част от Британски сили Кипър)
- 2-ри Батальон, Кралски полк на Принцесата на Уелс (На Кралицата и Кралски Хампшърски) (част от Британски сили Кипър)

Армейски резерв (Army Reserve)
Териториалната армия (Territorial Army) е преименувана на Армейски резерв (Army Reserve). Съгласно плана Army 2020 резервът на пехотата ще бъде в следната структура:
Въздушно-щурмова пехота
- 4-ти Батальон, Парашутен полк (прикрепен към 16-а Въздушно-щурмова бригада)

Лека пехота (Light Role Infantry)
- Лондонски полк, (прикрепен към Лондонския окръг)
- 5-и Батальон, Кралски полк фузилири (прикрепен към 51-ва Пехотна бригада)
- 6-и Батальон, Кралски шотландски полк (прикрепен към 51-ва Пехотна бригада)
- 7-и Батальон, Кралски шотландски полк (прикрепен към 51-ва Пехотна бригада)
- 3-ти Батальон, Кралски полк на Принцесата на Уелс (На Кралицата и Кралски Хампшърски) (прикрепен към 11-а Пехотна бригада)
- 3-ти Батальон, Кралски уелски полк (прикрепен към 11-а Пехотна бригада)
- 4-ти Батальон, Полк на Херцога на Ланкастър (На Краля, Ланкашърски и Пограничен) (прикрепен към 42-ра Пехотна бригада)
- 4-ти Батальон, Мерсиански полк (прикрепен към 42-ра Пехотна бригада)
- 3-ти Батальон, Кралски английски полк (прикрепен към 7 ма Пехотна бригада)
- 2-ри Батальон, Кралски ирландски полк (прикрепен към 7 ма Пехотна бригада)
- 4-ти Батальон, Йоркшърски полк (прикрепен към 4-та Пехотна бригада)
- 7-и Батальон, Полк на стрелците (прикрепен към 38-а (Ирландска) Пехотна бригада)

#### Специална въздушна служба
Специалната въздушна служба (или Специална авиационна служба – Special Air Service (SAS)) е легендарно спецподразделение, елитните сили за специални операции на Британската армия. Води началото си от годините на Втората световна война и служи за образец на подобни подразделения по целия свят (включително австралийския полк – Special Air Service Regiment (SASR), новозеландският полк – New Zealand SAS (NZSAS), канадското специално подразделение – Joint Task Force 2 (JTF-2), наследник на канадския SAS, френският 1-ви Парашутен полк морска пехота (1er RPIMa), наследник на френския отряд командос от ВСВ, американското елитно спецподразделение Делта форс и германското елитно спецподразделение Командване специални сили (KSK)).

##### История
По време на Бурските войни през 1899 г. Уинстън Чърчил е военен кореспондент. Там той става свидетел и е силно впечатлен от особената тактика на бойни действия на бурските партизани, които вместо директна конфронтация с британските сили, разчитат на малки подразделения (наричани Commando), съставени от местно население, познаващо в детайли терена и използвайки го в свое предимство за организиране на бързи рейдове и изтегляйки се преди врагът да е в състояние да им нанесе значителни загуби. При избухването на Втората световна война Чърчил като Първи лорд на Адмиралтейството (министър на флота) разпалено призовава за създаването на такива подразделения в състава на Британските въоръжени сили. През април 1940 г. в състава на десет пехотни дивизии на Териториалната армия (резерва на Британската армия), мобилизирани за войната са формирани десет самостоятелни роти (1st – 10th Independent Companies). Едно от основните движещи лица зад създаването им е майор Питър Флеминг – авантюрист, пътешественик, писател, офицер от армейското разузнаване и по-голям брат на Иън Флеминг – на свой ред офицер от флотското разузнаване, формирал легендарния военноморски разузнавателен отряд 30-и Отряд командос, след войната добил световна известност с романите си за разузнавача Джеймс Бонд. След съюзническото фиаско с опита за изтласкване на германците от района на Нарвик десетте отделни роти са разформировани, като за кратко от част от състава им е формирана 11-а Самостоятелна рота, но през ноември 1940 г. са възстановени неконвенционалните бойни подразделения на базата на състава на разформированите самостоятелни роти.
Тогава е създадена Бригадата за специални действия (или Бригадата за специална служба – Special Service Brigade). В чест на приноса на премиера Чърчил за формирането на тези специални части висшето военно ръководство решава да даде на подразделенията на бригадата предложеното от него наименование „командоси“ (Commando) по примера на бурските партизани, послужили му за вдъхновение. Всеки отряд командос е с численост около 450 души, командван е от подполковник и е съставен от роти (troop, всъщност в британските воински традиции това е наименованието на кавалерийски взвод, а кавалерийският еквивалент на рота е ескадрон – squadron) с численост 75 души, на свой ред съставени от секции (section) с численост от около 15 души. Отрядите командос бързо надхвърлят 20, а през пролетта на 1942 г. Кралските морски пехотинци на свой ред започват формирането на свои отряди командос. От състава им са формирани временни съединения и хвърлени срещи германците, от които британските войски понасят тежки поражения в Средиземноморския и Северноафриканския регион. На базата на тези временни съединения командос (Z Force, Layforce) възниква Специалната Авиационна служба (Special Air Service (SAS)) и за нейно родно място се смята пустинята Сахара, а за техен създател – шотландецът сър Арчибалд Дейвид Стърлинг. На свой ред броят на новите подразделения SAS започва да расте и след 1-ви Отряд САС (1 SAS) е формиран 2-ри Отряд САС, 3-ти и 4-ти Отряд САС (3-ти и 4-ти от състава на свободните френски войски) и 5-и Отряд САС (от състава на свободните белгийски войски). На базата на гръцката рота на САС след Втората световна война е сформиран елитният гръцки „Свещен отряд“ („Iερος λοχος“).
С края на Втората световна война Имперският генерален щаб (висшето командване на Британската армия) решава, че в мирно време е отпаднала нуждата от такива подразделения и разформирова двата британски отряда, но още на следващата година ревизира решението си и в състава на Териториалната армия (армейския резерв) е формиран 21-ви Полк САС (в чест на 1-ви и 2-ри Отряд САС (1 SAS и 2 SAS) означенията им са събрани в едно и разменени). Полкът действа успешно в Корея и Малая, а през 1952 г. е формиран редовен полк – 22-ри Полк САС, който е елитното британско военно подраделение. Забележителните успехи на САС срещу малайски комунистически партизани спечелват на тези сили солидна репутация. През 1959 г. е формиран и третият полк – 23-ти Полк САС, също в Териториалната армия. Макар че идеята е редовният и двата резервни полка на САС да са тясно свързани помежду си, със сходни способности и по тази причина офицери от един полк често са командировани в другите два за учения и подготовка. По време на британските операции в Афганистан в последно време се оказва обаче, че нивото на подготовката на резервните 21-ви и 23-ти Полк е много по-слабо в сравнение с редовния 22-ри Полк и като резултат е взето решението за извеждането на двата резервни полка от подчинението на Директора на специалните сили и поставянето им в състава на 1-ва Разузнавателна бригада на Армията на 1 септември 2014 г. Чисто формално запазват статуса си на специални подразделения, но вече реално са разузнавателни батальони. Всеки полк САС в действителност е батальон, съставен от ескадрони (squadron). Всеки ескадрон е командван от майор и е съставен от 4 взвода (troop) и е с численост около 65 души. Всеки взвод е командван от капитан и е съставен от 4 патрула (patrol). Единият от тези патрули се командва от капитанът взводен командир, останалите три – от лейтенанти. Всеки патрул се състои от четирима души, включително командващият офицер. Освен това всеки патрул има специализация – въздушен, планински, лодъчен и мобилен. Докато всеки боец на САС се подготвя за пълния спектър от операции, в зависимост от демонстрираните при подготовката резултати, те се разпределят в един от четирите взвода. Въздушният взвод (Air Troop) специализира в парашутната подготовка и използването на летателни апарати. Планинският взвод (Mountain Troop) специализира в алпийска и арктическа подготовка. Лодъчният взвод (Boat Troop) специализира във водолазната подготовка и използването на лодки и подводни транспортьори в морски, езерни и речни операции. Мобилният взвод (Mobility Troop) специализира в използването на леки тактически щурмови автомобили, бронирана и всякакви видове автомобилна техника за разузнаване и бързо придвижване на големи разстояния.
Директор на специалните сили (Director United Kingdom Special Forces (UKSF))
- 22-ри Полк Специална авиационна служба (22 Special Air Service Regiment (22 SAS)) (редовен) (Херефорд, Херефордшър)[6]
  - редови подразделения:
    - Щабен ескадрон (HQ Squadron)
    - Ескадрон А (A Squadron):
      - 1 (Boat) Troop – 2 (Air) Troop – 3 (Mobility) Troop – 4 (Mountain) Troop

    - Ескадрон B (B Squadron):
      - 6 (Boat) Troop – 7 (Air) Troop – 8 (Mobility) Troop – 9 (Mountain) Troop

    - Ескадрон D (D Squadron):
      - 16 (Air) Troop – 17 (Boat) Troop – 18 (Mobility) Troop – 19 (Mountain) Troop

    - Ескадрон G (G Squadron):
      - 21 (Mobility) Troop – 22 (Mountain) Troop – 23 (Boat) Troop – 24 (Air) Troop

    - Подразделение L (Detachment L) (резервната рота на 22-ри Полк САС)

  - тактически подразделения:
    - Контра-революционно крило (Counter Revolutionary Warfare (CRW)) – стъпвайки на придобития опит по време на борбата с малайските комунистически партизани САС формира постоянно КОнтра-революционно крило на ротационен принцип около един от ескадроните на 22-ри Полк, което да подпомага съюзниците на Великобритания в борбата им с теророистични елементи.
    - Крило за революционна борба (Revolutionary Warfare Wing (RWW)) – за разлика от Контра-революционното крило, функцията на това подраздделение е именно партизанските действия и секретните операции в подкрепа на Секретната разузнавателна служба (МИ6)
    - Екип за специални проекти (Special Projects Team (SPT)) – основното британско контра-терористично подразделение за операции в подкрепа на британската полиция
    - Оперативно изпитателно крило (Operations Research Wing) – изпитва нова техника и разработва нови тактически похвати

1-ва Бригада за наблюдение и разузнаване (1st Intelligence Surveillance and Reconnaissance Brigade)
- 21-ви Полк Специална авиационна служба (Артисти[7]) (21 Special Air Service Regiment (Artists) (21 SAS (R))) (резервен)
  - Щабен ескадрон (HQ Squadron) (Duke Of York Barracks, London)
  - Ескадрон А (A Squadron) (Regent's Park Barracks, London) (Greater London)
  - Ескадрон C (C Squadron) (Bramley Camp) (East Anglia and Eastern Wessex)
  - Ескадрон Е (E Squadron) (Wales)
- 23-ти Полк Специална авиационна служба (23 Special Air Service Regiment (23 SAS (R))) (резервен)
  - Щабен ескадрон (HQ Squadron) (West Midlands)
  - (B Squadron) (Leeds) (Yorkshire and Humberside)
  - (D Squadron) (Scotland)
  - (G Squadron) (Manchester) (North and North West of England)

21-ви Полк отговаря за ревервите в Южна Англия и Уелс, включително столицата Лондон. 23-ти Полк отговаря за резервите в Северна Англия и Шотландия. В Северна Ирландия няма резервнен ескадрон на САС, вместо това има ротация на редовни подразделения от 22-ри Полк.

#### Армейски въздушен корпус
Армейският въздушен корпус (Army Air Corps) включва авиационните подразделения на Британската армия. Каквато е практиката в зората на бойната авиация като род войски тя е формирана от Британската армия. През 1918 г. Кралският летателен корпус (Royal Flying Corps, авиацията на Британската армия) и Кралската военноморска въздушна служба (Royal Naval Air Service, авиацията на Кралските военноморски сили) са обединени за пръв път във военната история в отделен въздушен вид въоръжени сили – Кралските военновъздушни сили (Royal Air Force). Самостоятелният им статус създава редица проблеми за взаимодействието между видовете въоръжени сили и на 24 май 1939 г. военноморската авиация е отделена от Кралските ВВС и върната в състава на Кралските ВМС. Взаимодействието между ВВС и Армията също не е безпроблемно, като ВВС отдават приоритет на самостоятелните операции по ПВО на Острова и стратегически масирани бомбардировъчни удари в дълбочина. Това създава остър дефицит по отношение на авиационната поддръжка на сухопътните ешелони, както проличава от организираните между двете световни войни Ескадрили за армейско взаимодействие на Кралските ВВС (Army Co-operation Squadrons). Така около 1940 г. Армията и ВВС стартират програма за подготовка на офицери от Кралската артилерия за пилоти. Формирани са дванадесет Ескадрили въздушни наблюдателни постове (Air Observation Post (AOP) Squadrons, три от тях канадски) с леки витлови самолети Auster. Тези ескадрили са съставени от пилоти от Кралската артилерия и технически състав от Кралските ВВС и задачата им е въздушна коректировка и артилерийско разузнаване. През 1942 г. те са отделени в Армейски въздушен корпус (Army Air Corps, част от Кралските ВВС). В него освен ескадрилите въздушни наблюдателни постове влизат и Полкът пилоти планеристи (Glider Pilot Regiment) и парашутните батальони (Parachute Battalions), обединени впоследствие в Парашутния полк (The Parachute Regiment). През 1944 г. в Армейския въздушен корпус е включена и Специалната въздушна служба (Special Air Service, армейските подразделения за специални операции).
През 1949 г. Специалната въздушна служба е изведена от състава му като отделен корпус. През 1957 г. Корпусът пилоти планеристи и парашутисти (Glider Pilot and Parachute Corps) е преименуван в Парашутен полк (The Parachute Regiment), а Ескадрилите въздушни наблюдателни постове и Полкът пилоти планеристи Полкът пилоти планеристи и парашутните батальони са обединени, формирайки ядрото на Корпуса, вече като род войски на Британската армия. Първоначално Корпусът наследява наблюдателните самолети Auster на Кралските ВВС, но през 1950-те години, когато масово навлизат на въоръжение вертолетите, той се въоръжава с леки вертолети Bell Sioux и Westland Scout. През 70-те години те са заменени съответно от Westland Gazelle и Westland Lynx. Gazelle е френска разработка – Aerospatiale SA.341, произвеждана по лиценз във Великобритания от Westland и използвана за обучение на пилоти, разузнаване и артилерийска коректировка, както и за авиомедицинска евакуация. Lynx е собствена разрабоотка на Westland в армейски вариант за Британската армия и флотски вариант за Кралските ВМС. Lynx е особено модерна за времето си машина с изключително висока маневреност. В Армията ролята на този вертолет е основно по огнева поддръжка и противотанкова отбрана на наземните ешелони. Макар че снабдяването на Lynx с противотанкови ракети повишава значително бойните му възможности той не е боен вертолет и тази липса в авиопарка на армейската авиация е компенсирана със закупуването на 67 вертолета Westland Apache WAH-64D Longbow, лицензен вариант на американския вертолет Apache с различен комплект двигатели. Към 2016 г. Apache, Lynx и Gazelle са трите основни типа летателна техника на Армейския въздушен корпус. В ход тече замяната на Apache с по-модерна стандартна американска версия на вертолета, замяната на Lynx с Wyldcat, който е негова дълбока модернизация и извеждането от въоръжение на вертолетите Gazelle с все още неясен техен заместник. Към тези типове летателни апарати се прибавя малка бройка самолети Britten-Norman Islander BN-2T-4000, базирани в Алдъргроув край Белфаст, Северна Ирландия, за които се спекулира, че са снабдени със специализирано секретно оборудване за наблюдение подобно на същите самолети на въоръжение в Базово авиозвено Нортхолт край Лондон на Кралските военновъздушни сили. Тези предположения се подсилват и от ролята на 5-и Полк на Корпуса в Алдъргроув (от който са част самолетите) като разузнавателно авиационно подразделение. За поддръжка на гарнизоните в Бруней и Кения има малък брой вертолети Bell 212, а в учебните подразделения (някои от които са съвместни между Кралските ВВС, Кралските ВМС и Британската армия) има вертолети Eurocopter AS.350 Squirrel и самолети Grob-115/ 120 Tutor. Разузнавателните безпилотни летателни апарати на Армията като Watchkeeper са в състава на Кралския артилерийски полк, но са под оперативния контрол на Армейския въздушен корпус. Армейската авиация е организирана в полкове (съответстват на батальони или на ескадрили в Кралските ВВС), ескадрони (ротни еквиваленти) и авиозвена (Flight, приблизително взводен еквивалент, но с по-висок брой офицери, защото всички пилоти са офицери).
Организационен план съгласно Army 2020:
Авиационен разузнавателен отряд (Aviation Reconnaissance Force) (част от Съвместното вертолетно командване)
1-ви Полк, Армейски въздушен корпус (1 Regiment AAC), Военноморска авиостанция Йовилтън (RNAS Yeovilton)
- пет ескадрона, въоръжени с вертолети Wildcat AH.1 – 659 Squadron, 661 Squadron, 669 Squadron, 672 Squadron, 652 Squadron (OCU) (652-ри е учебен)

5-и Полк, Армейски въздушен корпус (5 Regiment AAC) летище Алдъргроув (Aldergrove), Северна Ирландия, бивша авиобаза на Кр. ВВС|Gazelle/Defender
- 651 Squadron – въоръжен със самолети Britten-Norman Defender, 665 Squadron – въоръжен с вертолети Westland Gazelle AH1

16-а Въздушно-щурмова бригада (16 Air Assault Brigade) (част от Съвместното вертолетно командване)
3-ти Полк, Армейски въздушен корпус (3 Regiment AAC) летище Уотисхем (Wattisham)
- три ескадрона с вертолети Apache AH.1 – 662 Squadron, 663 Squadron, 653 Squadron (OCU) (653-ти е учебен)

4-ти Полк, Армейски въздушен корпус (4 Regiment AAC) летище Уотисхем (Wattisham)
- два ескадрона с вертолети Apache AH.1 – 656 Squadron, 664 Squadron

Съвместно авиационно крило на специалните сили (Joint Special Forces Aviation Wing)
- 657 Squadron – базиран в авиостанция на Кралските ВВС Одихем (RAF Odiham), въоръжен с Lynx AH.9A, предназначен да осигурява въоръжен ескорт на вертолетите Chinook на Кралските ВВС, които също са базирани в Одихем и също са част от Съвместното авиационно крило на специалните сили. Крилото е съвместно между ВВС, ВМС и Армейската авиациа, но е подчинено на Директора на специалните сили – офицер с чин генерал-майор.
- 658 Squadron – базиран в Херефорд (казарма Кредънхил (Credenhill Barracks)), въоръжен с вертолети Eurocopter AS365N3 Dauphin II и Westland Gazelle AH1, предназначен да осигурява авиотранспорт на елитното подразделение 22 SAS. Тъй като 22 SAS изпълнява и контратерористични функции в подкрепа на полицията вертолетите Dauphin II са с цивилна региистрация и оцветяване за по-голяма скритост.

Отделни подразделения (Independent units)
Щаб на армейската авиация (HQ Army Aviation)
- 667 Squadron (Development and Trials) – тактико-изпитателна авиочаст на армейската авиация
- The Army Air Corps Blue Eagles Display Team – Въздушно-демонстрационен тим „Сините орли“ на Армейския въздушен корпус
- The Army Air Corps Parachute Display Team – Парашутно-демонстрационен тим на Армейския въздушен корпус
- Army Flying Grading – Авиозвено за мотивационни полети на Армията
- Army Historic Aircraft Flight – Авиозвено исторически типове летателни апарати на Армията

Британски сили в Бруней (British Forces Brunei)
- 7 Flight – Bell 212, Сериа/ Медисина Лайнс, Бруней (Seria/ Medicina Lines)

Учебна част на Британската армия в Кения (British Army Training Unit Kenya (BATUK))
- 25 Flight – Bell 212 (подчинено на 671 Squadron)

Учебна част на Британската армия в Съфийлд (Канада) (British Army Training Unit Suffield (BATUS))
- 29 (BATUS) Flight – Westland Gazelle AH.1, Westland Lynx AH.9A

Учебни подразделения (Training Units)
7-и (Учебен) Полк, Армейски въздушен корпус (7 (Training) Regiment AAC), Център на армейската авиация Мидъл Уолъп (Army Aviation Centre Middle Wallop)
- 673 Squadron – летателна подготовка на Apache AH.1
- 671 Squadron – летателна подготовка на Lynx/ Gazelle/ Bell 212
- 670 Squadron – оперативна подготовка на Squirrel HT2

2-ри (Учебен) Полк, Армейски въздушен корпус (2 (Training) Regiment AAC), Център на армейската авиация Мидъл Уолъп (Army Aviation Centre Middle Wallop) – подготвя наземния технически персонал на армейската авиация
- 668 (Training) Squadron – подготовка на наземния персонал на Apache
- 676 Squadron – първоначална подготовка на наземния персонал

Вертолетно летателно училище на отбраната (Defence Helicopter Flying School), авиостанция на Кр. ВВС Шоубъри (RAF Shawbury) (съвместно за трите вида въоръжени сили)
- 660 Squadron – Eurocopter Squirrel HT.1

Училище за начална летателна подготовка на отбраната (Defence Elementary Flying Training School), авиостанция на Кр. ВВС Крануел (RAF Cranwell) (съвместно за трите вида въоръжени сили)
- 674 Squadron – Grob Tutor T.1

Резерв на Армейския авиационен корпус (Army Air Corps Reserve)
3-ти Полк, Армейски въздушен корпус (6 Regiment AAC), Бъри Сейнт Едмъндс (Bury St. Edmunds) – включва наземен технически персонал. Четирите номерирани ескадрона са разпръснати в различни казарми. Планирано по Army 2020 е формирането на Авиационната специализирана група, базирана в Център на армейската авиация Мидъл Уолъп (Army Aviation Centre Middle Wallop) – основната авиобаза на армейската авиация. Задачата ѝ ще бъде воденето на учебни и опреснителни курсове за четирите ескадрона на полка, както и готовност за операции в поддръжка на вертолети на трите вида въоръжени сили.
- Полкови щаб (RHQ/HQ Squadron), Бъри Сейнт Едмъндс (Bury St. Edmunds)
- Авиационна специализирана група (Aviation Specialist Group), Център на армейската авиация Мидъл Уолъп (Army Aviation Centre Middle Wallop)
- 675 Squadron, Тонтън (Taunton) и Йовил (Yeovil)
- 677 Squadron, Бъри Сейнт Едмъндс (Bury St. Edmunds)
- 678 Squadron, Милтън Кейнс (Milton Keynes) и Лутън (Luton)
- 679 Squadron, Портсмут (Portsmouth) и Център на армейската авиация Мидъл Уолъп (Army Aviation Centre Middle Wallop)

### Родове войски за бойна поддръжка

#### Кралски полк артилерия
Кралският полк артилерия (Royal Regiment of Artillery) е род войски на Британската армия, осигуряващ огневата поддръжка, противовъздушната отбрана и основна част от въздушното и специалното разузнаване на Армията. Традиционно целият корпус носи названието „полк“. Съставен е от Кралска конна артилерия, Полева артилерия, Почитаемата артилерийска рота и резервни подразделения. За краткост в наименованията на подразделенията Кралският полк артилерия (Royal Regiment of Artillery (RA)) се съкращава на Кралска артилерия (Royal Artillery (RA))

##### Почетна артилерийска рота
Почетната артилерийска рота (Honourable Artillery Company (HAC)) в действителност е артилерийски дивизион, със статут подобен на Придворната кавалерия в състава на кавалерията и Пешите гвардейци в състава на пехотата. По традиция тя е считана за отделен армейски корпус, който носи както церемониална почетна гвардейска служба, така и военновременни задачи. За разлика от кавалерийската и пешата почетна гвардия е с резервен статус. Така както Почитаемата артилерийска рота в действителност е дивизион (или според британската терминология артилерийски полк), но по традиционни причини наименованието е „рота“, така и батареите всъщност традиционно са именувани „ескадрони“. Съставена е от щабен ескадрон (включващ и парашутен артилерийски взвод, прикрепен към 7-и полк, Кралска конна артилерия) и три ескадрона (1-ви, 2-ри, 3-ти) за артилерийско наблюдение и целеуказване, от които 1-ви ескадрон е предназначен да поддържа операциите на специалните сили.
- Почетна артилерийска рота (Honourable Artillery Company (HAC)), Лондон (казарми Финсбъри), свързана с 5-и полк, Кралска артилерия

##### Кралска конна артилерия
Кралската конна артилерия (Royal Horse Artillery (RHA)) е първообразът на самоходната артилерия. Възниква в периода около Наполеоновите войни и е предназначена да осигурява огнева поддръжка на кавалерията, както и да изпълнява функциите на „летяща артилерия“ – бързо придвижване по бойното поле, бързо развръщане, артилерийски бараж и изтегляне на нова огнева позиция преди противникът да има възможността за контраудар със своята кавалерия или артилерия. Поради тази специфика организирането ѝ изисква силни коне, които да са в състояние да теглят бързо и продължително време оръдията, артилерийски системи, които са както висококачествени, така и по-леки и много по-мобилни от полевата артилерия. Тези причини повишават значително разходите за организирането на този род войска. Затова тя е считана за елитна и е малобройна. С механизацията на армията и прекратяването на използването на конете за бойни задачи Кралската конна артилерия е трансформирана в самоходна артилерия за огнева поддръжка на новите танкови и механизирани подразделения, но в последно време тя е преориентирана към буксирна лека артилерия за огнева поддръжка на елитните парашутни и въздушно-щурмови подразделения, планинската и морската пехота. За целта е въоръжена с леки 105 mm буксирни гаубици, разработени за лесно прехвърляне по въздух.
- Кралски взвод, Кралска конна артилерия (The King's Troop, Royal Horse Artillery) – церемониално подразделение, въоръжено със стари 13-паундови оръдия (13 pounders) за артилерийски салюти по официални поводи, Лондон (Гарнизон Уулуич), взвод е историческо наименование, в действителност е батарея
- 1-ви Полк, Кралска конна артилерия (1st Regiment Royal Horse Artillery) – въоръжен със 155 mm самоходни гаубици AS90 Braveheart и РСЗО MLRS/ GMLRS и базиран в Тидуърт (казарми Асейе), по план Army 2020 ще бъде пребазиран в Ларкхил и подчинен на 1-ва Артилерийска бригада
- 3-ти Полк, Кралска конна артилерия (Ливърпулски и Манчестърски артилеристи) (3rd Regiment, Royal Horse Artillery) (The Liverpool and Manchester Gunners) – въоръжен със 105 mm буксирни гаубици L118 и базиран в Нюкасъл ъпон Тайн (казарми Албемарл), по план Army 2020 подчинен на 1-ва Артилерийска бригада
- 7-и Полк, Кралска конна артилерия (Въздушнодесантни артилеристи) (3rd Regiment Royal Horse Artillery) (The Airborne Gunners) – въоръжен със 105 mm буксирни гаубици L118 и базиран в Колчестър (Гарнизон Колчестър) и част от 16-а Въздушно-щурмова бригада

##### Полева артилерия
Полевата артилерия включва основната част от артилерийските подразделения на Британската армия, както самоходни артилерийски дивизиони, така и противовъздушни, разузнавателни и БЛА.
- 4-ти Полк, Кралска артилерия (Североизточни артилеристи) (4th Regiment, Royal Artillery) (The North East Gunners) – въоръжен със 105 mm буксирни гаубици L118 и базиран в Топклиф (казарми Аланбруук)
- 5-и Полк, Кралска артилерия (Северни, Източни и Западнойоршърски артилеристи) (5th Regiment, Royal Artillery) (The North, East & West Yorkshire Gunners) – разузнавателен дивизион, въоръжен със специализирани артилерийски разузнавателни системи и базиран в Кетърик (Гарнизон Кетърик, казарми Марна)
- 12-и Полк, Кралска артилерия (Ланкашърски и Кумбрийски Артилеристи) (12th Regiment, Royal Artillery) (The Lancashire and Cumbrian Gunners) – зенитно-ракетен дивизион, въоръжен със ЗРК Starstreak HVM и базиран на остров Торни (казарми Бейкър)
- 14-и Полк, Кралска артилерия (14th Regiment, Royal Artillery) – учебният дивизион на артилерията, базиран в Ларкхил (казарми Стърлинг)
- 16-и Полк, Кралска артилерия (Лондонски и Кентски Артилеристи) (16th Regiment, Royal Artillery) (The London and Kent Gunners) – зенитно-ракетен дивизион, въоръжен със ЗРК Starstreak HVM и базиран на остров Торни (казарми Бейкър)
- 19-и Полк, Кралска артилерия (Шотландските високопланински артилеристи) (19th Regiment, Royal Artillery) (The Highland Gunners) – въоръжен със 155 mm самоходни гаубици AS90 Braveheart и РСЗО MLRS/ GMLRS и базиран в Тидуърт (казарми Асейе), по план Army 2020 ще бъде пребазиран в Ларкхил и подчинен на 1-ва Артилерийска бригада
- 26-и Полк, Кралска артилерия (Западномидландски артилеристи) (26th Regiment, Royal Artillery) (The West Midland Gunners) – въоръжен със 155 mm самоходни гаубици AS90 Braveheart и РСЗО MLRS/ GMLRS и базиран в Гютерслоо, Германия (казарми Мансерг), по план Army 2020 ще бъде пребазиран в Ларкхил и подчинен на 1-ва Артилерийска бригада
- 29-и Полк командос, Кралска артилерия (Артилеристи командоси) (29th Commando Regiment, Royal Artillery) (The Commando Gunners) – въоръжен със 105 mm буксирни гаубици L118 и базиран в Плимут (Кралска цитадела), казарма на Кралските морски пехотинци в Пуул, Шотландия и база на Кралските морски пехотинци Кондор в Арброут, Шотландия. Дивизионът е подчинен оперативно на 3-та Бригада командос на Кралските морски пехотинци (3 Commando Brigade), но е част от Армията
- 32-ри Полк, Кралска артилерия (Уесекски артилеристи) (32nd Regiment, Royal Artillery) (The Wessex Gunners) – разузнавателен дивизион, въоръжен със специализирани артилерийски разузнавателни системи и безпилотни летателни апарати, базиран в Ларкхил (казарми Робъртс)
- 47-и Полк, Кралска артилерия (Хампшърски и Съсекски артилеристи) (47th Regiment, Royal Artillery) (The Hampshire and Sussex Gunners) – разузнавателен дивизион, въоръжен с безпилотни летателни апарати, базиран в Ларкхил (казарми Робъртс)

##### Резервни подразделения
Резервните полкове са свързани с редовните полкове на артилерията и осигуряват попълнения в случай на война на артилеристи за специфичните родове артилерия
- 101-ви (Северноумбрийски) Полк, Кралска артилерия (101st (Northumbrian) Regiment, Royal Artillery) – РСЗО, базиран в Гейтсхед, свързан с 1-ви Полк, Кралска конна артилерия и 19-и и 26-и Полк, Кралска артилерия
- 103-ти (Ланкашърски артилерийски доброволци) Полк, Кралска артилерия (101st (Northumbrian) Regiment, Royal Artillery) – полева артилерия, базиран в Сейнт Хелънс, свързан с 4-ти Полк, Кралска артилерия
- 104-ти Полк, Кралска артилерия (104th Regiment, Royal Artillery) – БЛА, базиран в Нюпорт, свързан с 32-ри Полк, Кралска артилерия
- 105-и (Шотландски и Ълстърски артилеристи) Полк, Кралска артилерия (105th (The Scottish & Ulster Gunners) Regiment, Royal Artillery) – полева артилерия, базиран в Единбург, свързан с 3-ти Полк, Кралска конна артилерия
- 106-и (Йоманство) Полк, Кралска артилерия (105th (Yeomanry) Regiment, Royal Artillery) – ПВО, базиран в Лондон, свързан с 12-и и 16-и Полк, Кралска артилерия

##### Оперативно подчинение
- Щаб на Кралския полк артилерия (Headquarters, The Royal Regiment of Artillery) – административният център на Кралската артилерия, няма оперативен контрол върху подразделенията, отговаря за попълването им с кадри и бойната им подготовка, базиран в Ларкхил

16-а Въздушно-щурмова бригада (16th Air Assault Brigade) (Гарнизон Колчестър)
- 7-и Полк, Кралска конна артилерия (Въздушнодесантни артилеристи) (3rd Regiment Royal Horse Artillery) (The Airborne Gunners) – въоръжен със 105 mm буксирни гаубици L118 и базиран в Колчестър (Гарнизон Колчестър)

1-ва Артилерийска бригада и Щаб за Югозападна Англия (1st Artillery Brigade & HQ South West)
- Щаб на 1-ва Артилерийска бригада и Щаб за Югозападна Англия (Headquarters, 1st Artillery Brigade & HQ South West), базиран в Тидуърт (казарми Асейе)
- 1-ви Полк, Кралска конна артилерия (1st Regiment Royal Horse Artillery) – въоръжен със 155 mm самоходни гаубици AS90 Braveheart и РСЗО MLRS/ GMLRS и базиран в Ларкхил
- 3-ти Полк, Кралска конна артилерия (Ливърпулски и Манчестърски артилеристи) (3rd Regiment, Royal Horse Artillery) (The Liverpool and Manchester Gunners) – въоръжен със 105 mm буксирни гаубици L118 и базиран в Нюкасъл ъпон Тайн (казарми Албемарл)
- 4-ти Полк, Кралска артилерия (Североизточни артилеристи) (4th Regiment, Royal Artillery) (The North East Gunners) – въоръжен със 105 mm буксирни гаубици L118 и базиран в Топклиф (казарми Аланбруук)
- 19-и Полк, Кралска артилерия (Шотландските високопланински артилеристи) (19th Regiment, Royal Artillery) (The Highland Gunners) – въоръжен със 155 mm самоходни гаубици AS90 Braveheart и РСЗО MLRS/ GMLRS и базиран в Ларкхил
- 26-и Полк, Кралска артилерия (Западномидландски артилеристи) (26th Regiment, Royal Artillery) (The West Midland Gunners) – въоръжен със 155 mm самоходни гаубици AS90 Braveheart и РСЗО MLRS/ GMLRS и базиран в Ларкхил
- 101-ви (Северноумбрийски) Полк, Кралска артилерия (101st (Northumbrian) Regiment, Royal Artillery) – РСЗО, базиран в Гейтсхед, свързан с 1-ви Полк, Кралска конна артилерия и 19-и и 26-и Полк, Кралска артилерия
- 103-ти (Ланкашърски артилерийски доброволци) Полк, Кралска артилерия (101st (Northumbrian) Regiment, Royal Artillery) – полева артилерия, базиран в Сейнт Хелънс, свързан с 4-ти Полк, Кралска артилерия
- 105-и (Шотландски и Ълстърски артилеристи) Полк, Кралска артилерия (105th (The Scottish & Ulster Gunners) Regiment, Royal Artillery) – полева артилерия, базиран в Единбург, свързан с 3-ти Полк, Кралска конна артилерия

Съвместно вертолетно командване (Joint Helicopter Command (JHC)) (щаб в Андоувър)
- 47-и Полк, Кралска артилерия (Хампшърски и Съсекски артилеристи) (47th Regiment, Royal Artillery) (The Hampshire and Sussex Gunners) – разузнавателен дивизион, въоръжен с безпилотни летателни апарати, базиран в Ларкхил (казарми Робъртс)

1-ва Бригада за разузнаване и наблюдение (1st Intelligence, Surveillance and Reconnaissance Brigade) (Щаб в Ъпейвон, Тренчърд Лайнс)
- 5-и Полк, Кралска артилерия (Северни, Източни и Западнойоршърски артилеристи) (5th Regiment, Royal Artillery) (The North, East & West Yorkshire Gunners) – разузнавателен дивизион, въоръжен със специализирани артилерийски разузнавателни системи и базиран в Кетърик (Гарнизон Кетърик, казарми Марна)
- 32-ри Полк, Кралска артилерия (Уесекски артилеристи) (32nd Regiment, Royal Artillery) (The Wessex Gunners) – разузнавателен дивизион, въоръжен със специализирани артилерийски разузнавателни системи и безпилотни летателни апарати, базиран в Ларкхил (казарми Робъртс)
- 104-ти Полк, Кралска артилерия (104th Regiment, Royal Artillery) – разузнавателен дивизион, въоръжен с безпилотни летателни апарати, базиран в Нюпорт, свързан с 32-ри Полк, Кралска артилерия
- Почитаема артилерийска рота (Honourable Artillery Company (HAC)) – разузнавателен дивизион, базиран в Лондон (казарми Финсбъри), свързан с 5-и Полк, Кралска артилерия

3-та Бригада командос, Кралски морски пехотинци (3 Commando Brigade, Royal Marines) (щаб в Плимут, казарми Стоунхаус)
- 29-и Полк командос, Кралска артилерия (Артилеристи командоси) (29th Commando Regiment, Royal Artillery) (The Commando Gunners) – въоръжен със 105 mm буксирни гаубици L118 и базиран в Плимут (Кралска цитадела), казарма на Кралските морски пехотинци в Пуул, Шотландия и база на Кралските морски пехотинци Кондор в Арброут, Шотландия. Дивизионът е подчинен оперативно на 3-та Бригада командос на Кралските морски пехотинци (3 Commando Brigade), но е част от Армията

Съвместно командване за противовъздушна отбрана (Joint Air Defence Command (Joint AD Cdo.)) – съвместно командване между Кралските ВВС (които осигуряват оперативния контрол и радиотехнически подразделения) и Британската армия (която осигурява зенитно-ракетните подразделения, след като Полкът на Кралските ВВС разформирова своите ескадрили със ЗРК Rapier)
- 12-и Полк, Кралска артилерия (Ланкашърски и Кумбрийски Артилеристи) (12th Regiment, Royal Artillery) (The Lancashire and Cumbrian Gunners) – зенитно-ракетен дивизион, въоръжен със ЗРК Starstreak HVM и базиран на остров Торни (казарми Бейкър)
- 16-и Полк, Кралска артилерия (Лондонски и Кентски Артилеристи) (16th Regiment, Royal Artillery) (The London and Kent Gunners) – зенитно-ракетен дивизион, въоръжен със ЗРК Starstreak HVM и базиран на остров Торни (казарми Бейкър)
- 106-и (Йоманство) Полк, Кралска артилерия (105th (Yeomanry) Regiment, Royal Artillery) – ПВО, базиран в Лондон, свързан с 12-и и 16-и Полк, Кралска артилерия

Лондонски окръг (London District) – лондонският гарнизон на Британската армия, осигурява както командването на почетната гвардия в осигуряването на държавно-военен церемониал, така и подкрепата на гражданските власти и населението при извънредни обстоятелства, включително терористични заплахи и актове, както и отбраната на столицата Лондон по време на война. Командва се от генерал-майор.
- Кралски взвод, Кралска конна артилерия (The King's Troop, Royal Horse Artillery) – церемониално подразделение, въоръжено със стари 13-паундови оръдия (13 pounders) за артилерийски салюти по официални поводи, Лондон (Гарнизон Уулуич), взвод е историческо наименование, в действителност е батарея

#### Разузнавателен корпус
Разузнавателният корпус (Intelligence Corps) осигурява разузнаването и контраразузнаването на Британската армия. Тези дейности са концентрирани на оперативно ниво в 1-ва Разузнавателна бригада, подчинена на Войсковото командване на силите (Force Troops Command), включващо сили за бойна поддръжка на бойните съединения. В състава на бригадата освен подразделения на Разузнавателния влизат и подразделения на Специалната въздушна служба, Кралския полк артилерия и Кралския корпус на свързочниците. Причината за това е, че докато Разузнавателният корпус отговаря за придобиването на информация по агентурния способ (HUMINT) и за обработката и анализа на военна информация и предоставянето ѝ на командните звена на Армията, то по отношение на провеждането на секретни операции зад граница той тясно си взаимодейства със Специалната въздушна служба (Special Air Service (SAS)), по отношение на въздушното разузнаване използва безпилотните летателни апарати на Кралската артилерия, а по отношение на радио-техническото разузнаване и радиопрехвата разчита на Кралските свързочници. Освен това по отношение на контраразузнаването си взаимодейства тясно с Кралската военна полиция (Royal Military Police).
Войсковото командване на силите (Force Troops Command)
- 1-ва Бригада за разузнаване и наблюдение (1st Intelligence, Surveillance and Reconnaissance Brigade)
  - Щаб на 1-ва Бригада за разузнаване и наблюдение (HQ 1st Intelligence, Surveillance and Reconnaissance Brigade) – Ъпейвон, Тренчърд Лайнс
  - 1-ви Батальон военно разузнаване (1 Military Intelligence Battalion) – Гарнизон Кетърик
    - щабна и 5 роти военно разузнаване

  - 2-ри (Експлоатационен) Батальон военно разузнаване (2 Military Intelligence (Exploitation) Battalion) – Ъпейвон, Тренчърд Лайнс
    - щабна и 6 роти военно разузнаване

  - 3-ти Батальон военно разузнаване (Доброволци) (3 Military Intelligence Battalion (Volunteers)) – Лондон (резервисти)
    - щабна и 5 роти военно разузнаване в Лондон

  - 4-ти Батальон военно разузнаване (4 Military Intelligence Battalion) – Булфорд
    - щабна и 4 роти военно разузнаване
    - Наземен център за компилиране на разузнавателна инфорация (Land Intelligence Fusion Centre) – Хърмитидж

  - 5-и Батальон военно разузнаване (Доброволци) (5 Military Intelligence Battalion (Volunteers)) – Коулби Нюхем (резервисти)
    - щабна рота в Коулби Нюхем, 5 роти военно разузнаване в Единбург, Гейтсхед, Лийдс, Бристъл и Нотингам

  - 6-и Батальон военно разузнаване (Доброволци) (6 Military Intelligence Battalion (Volunteers)) – Манчестър (резервисти)
    - щабна рота в Манчестър, 3 роти военно разузнаване в Манчестър, Лисбърн и Стоурбридж

  - 7-и Батальон военно разузнаване (Доброволци) (7 Military Intelligence Battalion (Volunteers)) – Бристъл (резервисти)
    - щабна рота в Бристъл, 3 роти военно разузнаване в Кейнсхем, Саутхамптън и Татчъм

### Родове войски за оперативна поддръжка

#### Армейски медицински служби
Кралски армейски медицински корпус
Кралски армейски дентален корпус
Кралски армейски ветеринарен корпус
Кралски армейски медицински сестрински корпус на кралица Алекзандра

#### Корпус на Генерал-адютанта
Клон на образователните и тренировъчните служби
Клон на армейските правни служби
Кралска военна полиция
Военно-дисциплинарен щаб
Военно-дисциплинарна надзирателска служба

## Базиране
Основните сили на Британската армия са съсредоточени във войсковия район на Равнината Солзбъри, използван традиционно за войскови маневри и изпитания. това важи основно за механизираните сили на трите бригади бронирана пехота. Войсковите части базирани във Федерална република Германия ще бъдат изтеглени обратно на британска територия до 2018 г.

## Национална стратегия за сигурност и „Стратегическа ревизия на отбраната и сигурността 2015“
Според Стратегическия преглед на отбраната и сигурността (Strategic Defence and Security Review 2015), публикуван през 2015 г. Основните редовни сили на Британската армия трябва да включват две бронирани пехотни бригади (механизирани, всяка с по един танков батальон), две ударни бригади (механизирани без танкови батальони) и шест лекопехотни бригади. От тях бронираните пехотни и една ударна бригада формират 3-та Дивизия. Втората ударна и лекопехотните бригади формират 1-ва Дивизия. 16-а Въздушно-щурмова бригада е формированието за бързо реагиране, подчинено на дивизионното Обединено вертолетно командване, включващо освен бригадата, полковете армейска авиация, вертолетните ескадрили на Кралските ВВС, поддържащи армейските формирования и Вертолетния отряд командос на Флотската авиация, поддържащ Кралските морски пехотинци.